# Улица Пушкина (Симферополь)
Улица Пушкина — улица в центральном районе Симферополя. Проходит от Совнаркомовского переулка до стадиона «Локомотив». Общая протяжённость — 1,19 км. Названа в честь великого русского поэта Александра Пушкина (1799—1837).

## Расположение
От Совнаркомовского переулка и вплоть до улицы Гоголя является пешеходной улицей. Длина пешеходной части около 500 метров. Заканчивается улица Пушкина у стадиона «Локомотив» (д. 46), который является последней постройкой улицы. Пересекается улицами Карла Маркса, Горького, Гоголя, Самокиша, Маяковского и Пионерским переулком. Пересечение улиц Пушкина и Маркса именуется жителями Симферополя «крестом».

## История
Первоначально на территории современной улицы продавали сено, этот район именовался Сенной площадью (территория современных улиц Гоголя, Пушкина, Самокиша и Жуковского).
Своё последующее название, Приютская, улица получила в связи с нахождением здесь первого в Таврической губернии детского приюта. Инициатива открытия приюта в 1854 году, во время Крымской войны, принадлежит графине Амалии Адлерберг. Первоначально, приют располагался в д. 20. В 1869 году детский дом переехал в специально построенное для его нужд двухэтажное здание поблизости (д. 18). При приюте функционировала церковь Марии Магдалины.
В 1880-е годы в д. 35 был открыт Ночлежный дом для бедняков различных вероисповеданий.
На Приютинской улице располагалась почтовая контора (сейчас на этом месте находится сквер 200-летия Симферополя). В 1855 году, во время Крымской войны, там разместился первый в городе телеграф.
Во время празднования 100-летия со дня рождения русского писателя Александра Пушкина, 10 мая 1899 года, симферопольская городская дума назвала улицу — Пушкинской (с апреля 1937 года — улица Пушкина).
Улица была застроена полностью со второй половины XIX века. Возведённые здания, в основном, принадлежали Шнейдеру: гостиница «Санкт-Петербургская» (1868, на месте д. 2), гостиница «Метрополь» (д. 8), жилой и доходные дома, магазины (ныне д. 4).
Дома 1 и 3, 1871 года постройки, занимали городские дума и управа, а также сиротский суд и городской общественный банк.
В 1911 году на улице открылся Симферопольский дворянский театр (ныне — д. 15). После установления в Крыму советской власти театр был объявлен «Первым Советским театром в Симферополе». 7 — 9 ноября 1921 года в нём состоялся Первый Всекрымский учредительный съезд Советов рабочих, крестьянских, красноармейских и флотских депутатов. На премьеры пьесы «Любовь Яровая» в 1927 году присутствовал её автор — К. Тренёв. Во время немецкой оккупации Крыма, в 1943—1944 гг., в театре действовала подпольная антифашистская группа «Сокол» (мемориальная доска на стене театра).
С 31 июля 1914 года по территории улицы проходило трамвайное движение. Первая линия трамвая следовала по маршруту до железнодорожного вокзала. Трамвайное ветка была полностью снята с улицы в 1951 году.
В 1937 году, в 100-летнюю годовщину гибели поэта, название улицы унифицировали по аналогии с названиями улиц Горького, Гоголя, Некрасова, Толстого : «Пушкина» вместо «Пушкинская».
С 1921 по 1941 год в д. 31 работал Симферопольский горком партии.
16 апреля 1961 года на улице Пушкина был установлен памятник космонавту Юрию Гагарину, однако затем был убран. В ноябре 1967 году возле русского театра был установлен памятник Пушкину (скульптор А. А. Ковалёв, архитектор В. П. Мелик-Парсаданов).

## Достопримечательности
- д. 3 — Крымская филармония (в настоящее время на реконструкции)
- д. 9 — Кинотеатр «Спартак»
- д. 10 — Дом офицеров
- д. 15 — Крымский академический театр имени М. Горького
- д. 18 — Крымский республиканский этнографический музей, старейший дом на улице, с декабря 1848 года — детский приют для девочек[10]
- у д. 18 — Трансформаторная подстанция трамвайной системы Симферополя
- д. 46 — стадион «Локомотив»

## Известные жители
д. 2 (архитектор Б. В. Кондрацкий)— революционер-большевик и политкаторжанин Иван Васильевич Попов (мемориальная доска)
д. 30 — учёный и общественный деятель А. И. Полканов (1884—1971)

## В кинематографе
На улице Пушкина в районе кинотеатра «Спартак» снимались сцены художественного фильма «Авария — дочь мента» (1989).